# Lev Poloegajevski
Lev Abramovitsj Poloegajevski (Russisch: Лев Абрамович Полугаевский) (Mahiljow, 20 november 1934 – Parijs, 30 augustus 1995) was een Russisch schaker. Hij werd in 1962 grootmeester.
Poloegajevski eindigde in 1964 als eerste in het sterke Bosna-toernooi, een grootmeestertoernooi dat jaarlijks in Sarajevo gehouden werd. In 1966 won Poloegajevski het Hoogovenstoernooi. Hij speelde drie keer mee in een kandidatentoernooi om de top te bereiken, maar moest het tegen Anatoli Karpov en Viktor Kortsjnoj afleggen. Hierna legde hij zich toe op het winnen van sterke toernooien die gehouden werden in Moskou, Biel, Sarajevo en Reggio Emilia (1991). Hij was snel uit zijn evenwicht te brengen, maakte zich zenuwachtig en had een gebrek aan zelfvertrouwen. Naar eigen zeggen had hij niet het juiste karakter om wereldkampioen te worden. Hij won twee keer her IBM International Chess Tournament in Amsterdam, in 1970 en 1972. Poloegajevski overleed in 1995 aan een hersentumor.

## Poloegajevski-variant
| 8 | rd                               | nd | bd | qd | kd | bd |    | rd |
| 7 |                                  |    |    |    |    | pd | pd | pd |
| 6 | pd                               |    |    | pd | pd | nd |    |    |
| 5 |                                  | pd |    |    |    |    | bl |    |
| 4 |                                  |    |    | nl | pl | pl |    |    |
| 3 |                                  |    | nl |    |    |    |    |    |
| 2 | pl                               | pl | pl |    |    |    | pl | pl |
| 1 | rl                               |    |    | ql | kl | bl |    | rl |
|   | a                                | b  | c  | d  | e  | f  | g  | h  |
|   | 7...b5, de Poloegajevski-variant |    |    |    |    |    |    |    |

Een variant in het Siciliaans heet de Poloegajevski-variant, een scherpe variant met nog steeds nieuwe ontwikkelingen. De beginzetten zijn 1.e4 c5 2.Pf3 d6 3.d4 cd 4.Pd4 Pf6 5.Pc3 a6 (de Najdorfvariant) 6.Lg5 e6 7.f4 en dan speelt zwart de Poloegajevski-variant met de zet 7 ...b5. Poloegajevski is niet de eerste die deze variant speelde, maar wel degene die haar serieus analyseerde.